# Juan Muñante
Juan José Muñante López (ur. 12 czerwca 1948 w Pisco, zm. 23 kwietnia 2019 w Miami) – peruwiański piłkarz grający podczas kariery na pozycji napastnika.

## Kariera klubowa
Juan Muñante karierę piłkarską rozpoczął w 1966 roku w klubie Sport Boys. W 1969 przeszedł do stołecznego Universitario, z którym w 1969 i 1971 zdobył mistrzostwo Peru. W 1973 wyjechał do meksykańskiego klubu Atlético Español. Z Atlético Español zdobył wicemistrzostwo Meksyku w 1974 oraz Puchar Mistrzów CONCACAF rok później.
W 1976 przeszedł do UNAM Meksyk i występował w nim przez kolejne cztery lata. z UNAM zdobył mistrzostwo Meksyku w 1977, Puchar Mistrzów CONCACAF oraz Copa Interamericana w 1980. W tym samym roku odszedł do Tampico Madero. W 1983 powrócił do Universitario, gdzie w tym samym roku zakończył piłkarską karierę w macierzystym Sport Boys.

## Kariera reprezentacyjna
W reprezentacji Peru Muñante zadebiutował 28 lipca 1967 w przegranym 0-1 towarzyskim meczu z Urugwajem.
W 1978 uczestniczył w Mistrzostwach Świata. Na turnieju w Argentynie Peru odpadło w drugiej fazie grupowej, a Muñante wystąpił we wszystkich sześciu meczach z Iranem, Holandią, Szkocją, Brazylią, Polską i Argentyną, który był jego ostatnim meczem w reprezentacji.
Od 1967 do 1978 Mosquera rozegrał w reprezentacji Peru 48 spotkań, w których zdobył 6 bramek.